# Política XXI

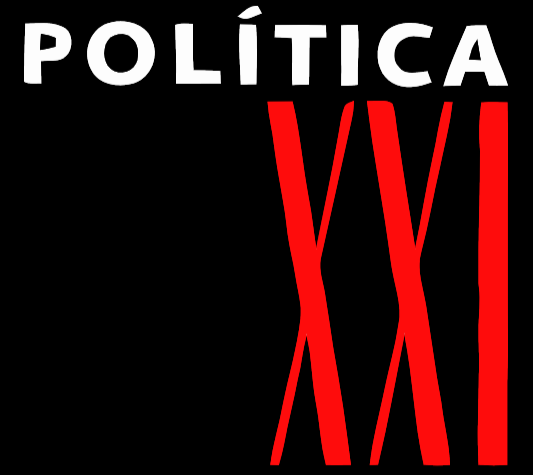

Die Política XXI war eine portugiesische Partei sozialistischer Ausrichtung.
Sie gründete sich 1994, als neuorientierte Nachfolgeorganisation der Partei Movimento Democrático Português, zusammen mit einigen ehemaligen Mitgliedern der PCP (Plataforma de Esquerda) und anderen. Sie trat nur einmal bei landesweiten Wahlen an, und zwar bei der Europawahl 2004, bei der sie nur 0,41 % der Stimmen erhielt. 1999 war sie maßgeblich beteiligt an der Gründung des Parteienbündnisses Bloco de Esquerda, in dem sie aufging.